# Азизов, Миннеула Зинятович
Миннеула Зинятович Азизов (23 июня 1951, Иваново, Молотовская область, РСФСР, СССР) — советский хоккеист (хоккей с мячом и хоккей на траве), вратарь. Бронзовый призёр летних Олимпийских игр 1980 года.

## Биография
Миннеула Азизов родился 23 июня 1951 года в селе Иваново Молотовской области (сейчас Пермский край). В отдельных источниках назван представителем Куйбышевской (Самарской) области.
Всю карьеру в хоккее с мячом и хоккее на траве провёл в Динамо из Алма-Аты. В хоккее с мячом в 1977 году стал чемпионом СССР, дважды был серебряным призёром чемпионата (1976, 1978). Кроме того, в 1977 году стал обладателем Кубка европейских чемпионов.
В 1974—1984 годах выступал в составе алма-атинского «Динамо» по хоккею на траве. В его составе за 11 сезонов провёл 320 игр. Девять раз выигрывал чемпионат СССР (1975—1979, 1981—1984), дважды был серебряным призёром (1974, 1980), трижды выигрывал Кубок СССР (1982—1984), дважды — Кубок европейских чемпионов (1982, 1983). Восемь раз входил в список 22 лучших хоккеистов страны (1975—1983). Дважды в составе сборной Казахской ССР становился победителем хоккейного турнира летней Спартакиады народов СССР.
Привлекался в сборную СССР по хоккею на траве, в её составе провёл 47 игр.
В 1977 году стал бронзовым призёром Межконтинентального кубка.
В 1980 году вошёл в состав сборной СССР по хоккею на траве на летних Олимпийских играх в Москве и завоевал бронзовую медаль. Играл на позиции вратаря. Основным вратарём был Владимир Плешаков, поэтому Азизов провёл только 1 матч, пропустил 2 мяча от сборной Танзании.
В 1981 году в составе сборной СССР стал обладателем Межконтинентального кубка, в 1983 году — серебряным призёром чемпионата Европы в Амстелвене.
Заслуженный мастер спорта СССР по хоккею на траве.